# Asheville Smoke
Die Asheville Smoke waren eine US-amerikanische Eishockeymannschaft aus Asheville, North Carolina. Das Team spielte von 1998 bis 2002 in der United Hockey League.

## Geschichte
Das Franchise der Brantford Smoke aus der United Hockey League wurde 1998 von Brantford, Ontario, nach Asheville, North Carolina, umgesiedelt und in Asheville Smoke umbenannt. Nachdem sie in ihren ersten beiden Spielzeiten jeweils in der ersten Playoff-Runde ausgeschieden war, erreichte die Mannschaft in der Saison 2000/01 nach dem ersten Platz in der regulären Saison in der Southeast Division in den Playoffs nach einem Freilos und Siegen über Knoxville Speed und die New Haven Knights das Finale um den Colonial Cup. In diesem scheiterten sie mit 1:4 Siegen in der Best-of-Seven-Serie an den Quad City Mallards.
Im Anschluss an die Saison 2001/02, in der Asheville Smoke die Playoffs erstmals verpasst hatte, wurde das Franchise aufgelöst.

## Saisonstatistik
Abkürzungen: GP = Spiele, W = Siege, L = Niederlagen, T = Unentschieden, OTL = Niederlagen nach Overtime SOL = Niederlagen nach Shootout, Pts = Punkte, GF = Erzielte Tore, GA = Gegentore, PIM = Strafminuten
| Saison  | GP | W  | L  | T | OTL | SOL | Pts | GF  | GA  | Platz         | Playoffs                       |
| 1998/99 | 74 | 36 | 35 | — | —   | —   | 75  | 292 | 331 | 2., Eastern   | Niederlage in der ersten Runde |
| 1999/00 | 74 | 34 | 38 | — | —   | —   | 70  | 279 | 315 | 3., Eastern   | Niederlage in der ersten Runde |
| 2000/01 | 74 | 45 | 22 | — | —   | —   | 97  | 297 | 240 | 1., Southeast | Niederlage im Finale           |
| 2001/02 | 74 | 36 | 34 | — | —   | —   | 76  | 273 | 270 | 5., Eastern   | nicht qualifiziert             |

## Team-Rekorde

### Karriererekorde
Spiele: 213  Shawn Ulrich
Tore: 102  Shawn Ulrich
Assists: 136  Shawn Ulrich
Punkte: 238  Shawn Ulrich
Strafminuten: 630  Bruce Watson

## Bekannte Spieler
- Alexander Jurjewitsch Fomitschow